# Clube Atlético Potengi
O Clube Atlético Potengi é um clube brasileiro de futebol da cidade de Natal, no Rio Grande do Norte.
O clube leva o nome do bairro em que foi fundado, o bairro Potengi. Entretanto, por mais que leve o nome do bairro, o time não é muito difundido na região. Inclusive muitos dos moradores desse bairro desconhecem sua existência.
As cores do clube são vermelho, branco e preto.

## Parceria com o Atlético Paranaense
Nos primórdios da agremiação, o Potengi ensaiou uma parceria com o Atlético Paranaense (inclusive copiando o escudo, com as mesmas cores e a mesma sigla, mas com a troca de nome - de Clube Atlético Paranaense para Clube Atlético Potengi). Mas a parceria com o Furacão não rendeu resultados satisfatórios, e foi imediatamente dissolvida.

## Títulos

### Estaduais
- : Vice-campeão do Campeonato Potiguar - 2ªdivisão: 2009 e 2013

## Parceria com o Globo de Ceará-Mirim
Em 2016, o Clube Atlético Potengi começou uma parceria com o Globo Futebol Clube, emprestando 22 jogadores para a disputa da Segunda Divisão do Estadual, e também utilizando o estádio Barrettão e o CT (centro de treinamento) do Globo.